# Herodas

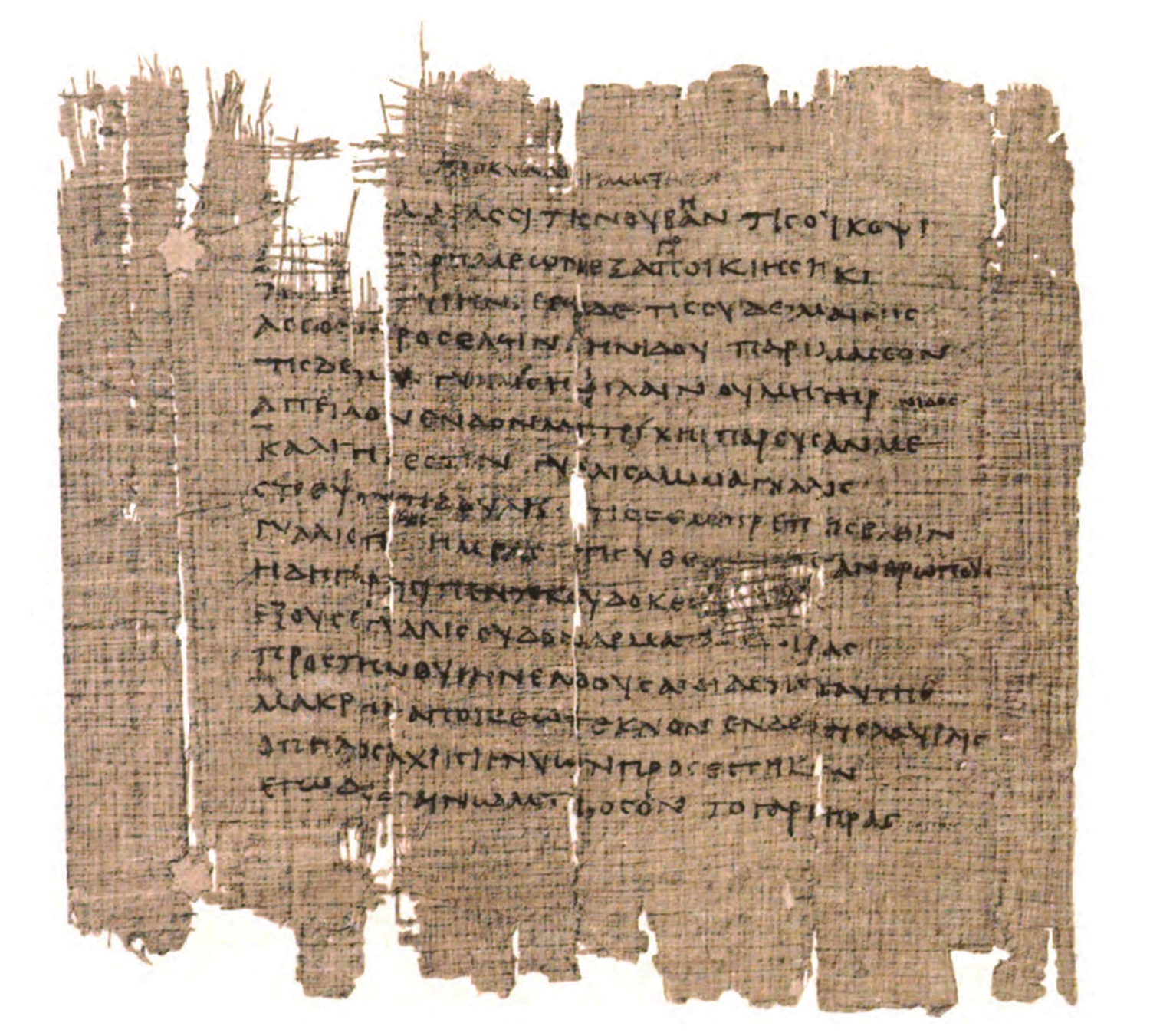
Primera columna del papiro Herodas, mostrando Mimiambo 1. 1-15.

Herodas (en griego, Ἡρώδας) o Herondas (el nombre aparece deletreado de manera distinta en los diferentes lugares en los que se lo nombra) fue un poeta griego y autor de pequeñas escenas teatrales humorísticas en verso, escritas en época del imperio alejandrino en el siglo III a. C.
Más allá de su mérito intrínseco, estas piezas son interesantes en la historia de la literatura griega por ser de un tipo nuevo que ilustra los métodos alejandrinos. Se llama a estos poemas «mimiambos» (en griego, «μιμίαμβοι»: «mimo-yámbicos»).  Los mimos eran el producto dórico del Sur de Italia y Sicilia, y los más famosos de ellos, de los que se dice que Platón estudió la manera de dibujar un personaje, eran obra de Sofrón.
Se trataba de escenas de la vida popular, escritas en el idioma de la gente, vigorosos con proverbios subidos de tono como se aprecian en otras reflexiones de esa región, en Petronio y en el Pentamerón. Dos de los Idilios de Teócrito más conocidos y vitales, el segundo y el 15.º, derivan de los mimos de Sofrón. Lo que hace allí Teócrito, Herodas, su joven contemporáneo, lo hace de otro modo, moldeando antiguo material con una forma nueva, a una escala menor, bajo estrictas condiciones técnicas. El método es enteramente alejandrino: Sofrón había escrito en una clase peculiar de prosa rítmica; Teócrito usa el hexámetro y dórico, Herodas el escazonte yambo «cojo» (con un espondeo arrastrado al final) y el viejo dialecto jonio con el que ese curioso metro estaba asociado. Esto, sin embargo, difícilmente va más allá de la elección y forma de las palabras; la estructura de las frases es en un ático trabado.  Herodas no escribió sus mimiambos en la koiné griega de su época. Más bien, afectó un estilo pintoresco que imitaba al griego hablado en el siglo VI a. C. (Cunningham 14) 
Pero el metro rezongante y el lenguaje pintoresco se ajustaban al tono de vida cotidiana que Herodas alega que pretende lograr; pues, así como Teócrito puede ser considerado idealista, Herodas es un realista decidido. Sus personajes hablan en exclamaciones vehementes y enfáticos turnos de palabra, con proverbios y frases hechas; y ocasionalmente, donde parece apropiado al personaje, con la expresión de más desnuda grosería. La escena del segundo y del cuarto se ambienta en Cos, y los personajes que hablan en cada uno no son nunca más de tres.

## Mimos de Herodas

### Mimo I
En el Mimo I la vieja nodriza, ahora alcahueta profesional, visita a Metrique, cuyo esposo lleva ya mucho tiempo lejos, en Egipto, y trata de despertar su interés por un deseable joven, perdidamente enamorado de ella a primera vista. Después de escuchar todos los argumentos, Metrique rechaza con dignidad, pero consuela a la vieja con un gran vaso de vino, representándose siempre esta obra al estilo de la señora Gamp, personaje picaresco de la novela Martin Chuzzlewit de Dickens.

### Mimo II
Es un monólogo en el que un proxeneta se queja ante un tribunal de que un rufián ha entrado en el establecimiento por la noche y ha intentado llevarse a una de las prostitutas. El vulgar canalla, a quien nada avergüenza, remarcando que no tiene ninguna evidencia que presentar, prosigue su perorata en el estilo oratorio regular, apelando a los jueces a que no sean desmerecedores de sus glorias tradicionales. De hecho, todo el discurso es burlesco en cada detalle del lenguaje ático jurídico; y en este caso existe material con el que apreciar la excelencia de la parodia.

### Mimo III
Metrotimé, una madre desesperada, trae ante el maestro Lampriscos a su travieso hijo, Cottalos, quien ni ella ni su incapaz y anciano padre pueden dominar. En una corriente voluble de interminables frases ella narra sus travesuras y ruega al maestro que lo azote. Al niño lo ponen sobre la espalda de otro y lo azotan; pero no parece que eso someta su espíritu, y la madre recurre, después de todo, al viejo.

### Mimo IV
Es la visita de dos pobres con una ofrenda al templo de Asclepio en Cos. Mientras se sacrifica al gallo, ellas a su vez, como mujeres en el Ion de Eurípides, admiran las obras de arte. El untuoso sacristán está admirablemente pintado con un par de pinceladas.

### Mimo V
Este nos acerca a algunos hechos muy desagradables de la vida de la Antigüedad. Una mujer celosa acusa a uno de sus esclavos, a quien ella ha hecho su favorito, de infidelidad; hace que lo lleven a dar 2.000 latigazos por la ciudad; tan pronto como él se pierde de vista, lo llama de nuevo para ser marcado «en un nuevo trabajo». La única persona agradable de la pieza es la pequeña doncella a la que se permiten libertades, quien con su tacto sugiere a su señora una excusa para posponer la ejecución de la amenaza hecha en medio de una furia ingobernable.

### Mimo VI
Una charla amistosa o conversación privada entre dos amigas. Metro ha llegado a casa de Koritto para preguntarle dónde adquirió ella su consolador, pero el diálogo es tan ingenioso como el resto, con algunos toques deliciosos. El interés se ve aquí atrapado por un tal Kerdon, quien ha hecho el consolador y que oculta su negocio aparentando ser un zapatero. Tras adquirir la información que deseaba, Metro se marcha para buscarle.

### Mimo VII
Los mismos Kerdon y Metro del mimo VI aparecen aquí, trayendo Metro a algunas amigas a la zapatería de Kerdon (su nombre, que significa «especulador», ya se había hecho genérico para el zapatero como el típico representante del comercio al por menor) es un hombrecito calvo con labia, que se queja de los malos tiempos, quien embauca y persuade alternativamente. Las alusiones sexuales que se esperan después de su implicación en el mimo VI son sólo puestas en evidencia al final, cuando las amigas de Metro han abandonado la tienda.

### Mimo VIII
Empieza con el poeta despertando a sus sirvientes para que escuchen su sueño; pero solo estamos en el comienzo, y los otros fragmentos son muy cortos. Dentro de los límites de 100 versos o menor, Herodas nos presenta una escena muy entretenida y con los personajes claramente definidos.

## Discusión
Algunos de estos mimiambos se habían perfeccionado sin duda sobre la escena ática, donde la tendencia en el siglo IV había sido evolucionar gradualmente hacia tipos aceptados, no individuos, sino generalizaciones de una clase, un arte en el que Menandro era considerado el maestro.
Su efecto se logra a través de verdaderos medios dramáticos, con toques nunca gastados y muchas veces más agradables porque no reclaman la atención. La ejecución tiene las cualidades de una obra alejandrina de primera calidad en miniatura, de la misma manera que los epigramas de Asclepiades, el acabado y las firmes líneas generales; y estas pequeñas imágenes pasan la prueba de toda obra artística, no pierden su frescura con la familiaridad, y ganan en interés conforme se aprende a apreciar sus puntos sutiles.